# Ujhelyi Imre
Ujhelyi Imre máshol Újhelyi (Dunapataj, 1866. január 12. – Magyaróvár, 1923. március 21.) gazdasági akadémiai tanár, igazgató.

## Életpályája
1884-ben kezdte meg tanulmányait a Magyaróvári Gazdasági Akadémián, ahol 1886-ban végzett. 1887 őszétől a budapesti állatorvosi főiskolán folytatta tanulmányait, s ezek befejezése után a szentimrei földműves iskolához nevezték ki ösztöndíjas segédnek. Fél év múlva, 1889 októberében állami ösztöndíjasként került Magyaróvárra, s mint okleveles állatorvos az állategészségtan és állatkereskedés tárgyakat oktatta. 1893. augusztus 16-án segédtanárrá lépett elő, és az ekkor létesült Állatgyógyászati Állomás vezetője lett. 1895. március 15-én rendes tanár (az akadémiához beosztva), 1896. november 24-én rendkívüli tanár, 1898. május 2-án pedig rendes tanár lett. Az állatbonc- és élettan, az állategészségtan, állatgyógyászat és állatkereskedés tantárgyak oktatása mellett előadásokat tartottak a gazdáknak falusi téli tanfolyamokon Moson vármegye községeiben. Az 1900-1903 közötti években többször járt bel- és külföldi kiküldetéseken, tanulmányutakon. 1903-ban a földművelésügyi miniszter által Magyaróvárott szervezett Tejkísérleti Állomás vezetőjévé nevezték ki. 1906-tól tanította az akadémián a tejgazdaság című tantárgyat is.
1909-től a Magyaróvári Gazdasági Akadémia igazgatója lett és az intézményt 1919-ig vezette, amikor megrendült egészségi állapotára hivatkozva 1920-ban nyugalomba vonult. Nem sokáig élvezhette a nyugdíjas éveket, 57 éves korában, 1923. március 21-én halt meg.

## Műveiből
- Kísérletek Koch tuberkulinjával szarvasmarhákon (Bp., 1891);
- Kísérletek a ragadós tüdőlob diagnosztizálhatása céljából (Bp., 1893);
- Kísérleti védőoltások a sertésvész ellen (Bp., 1896);
- A gümőkór elterjedéséről s az ellene való védekezésről (Sopron, 1898);
- Tejvizsgálatok a hazai tejgazdaságban (Bp., 1903);
- A Magyaróvári Szarvasmarhatenyésztő Egyesület tíz évi működése, 1896 – 1906 (Magyaróvár, 1906, németül is).

## Munkássága

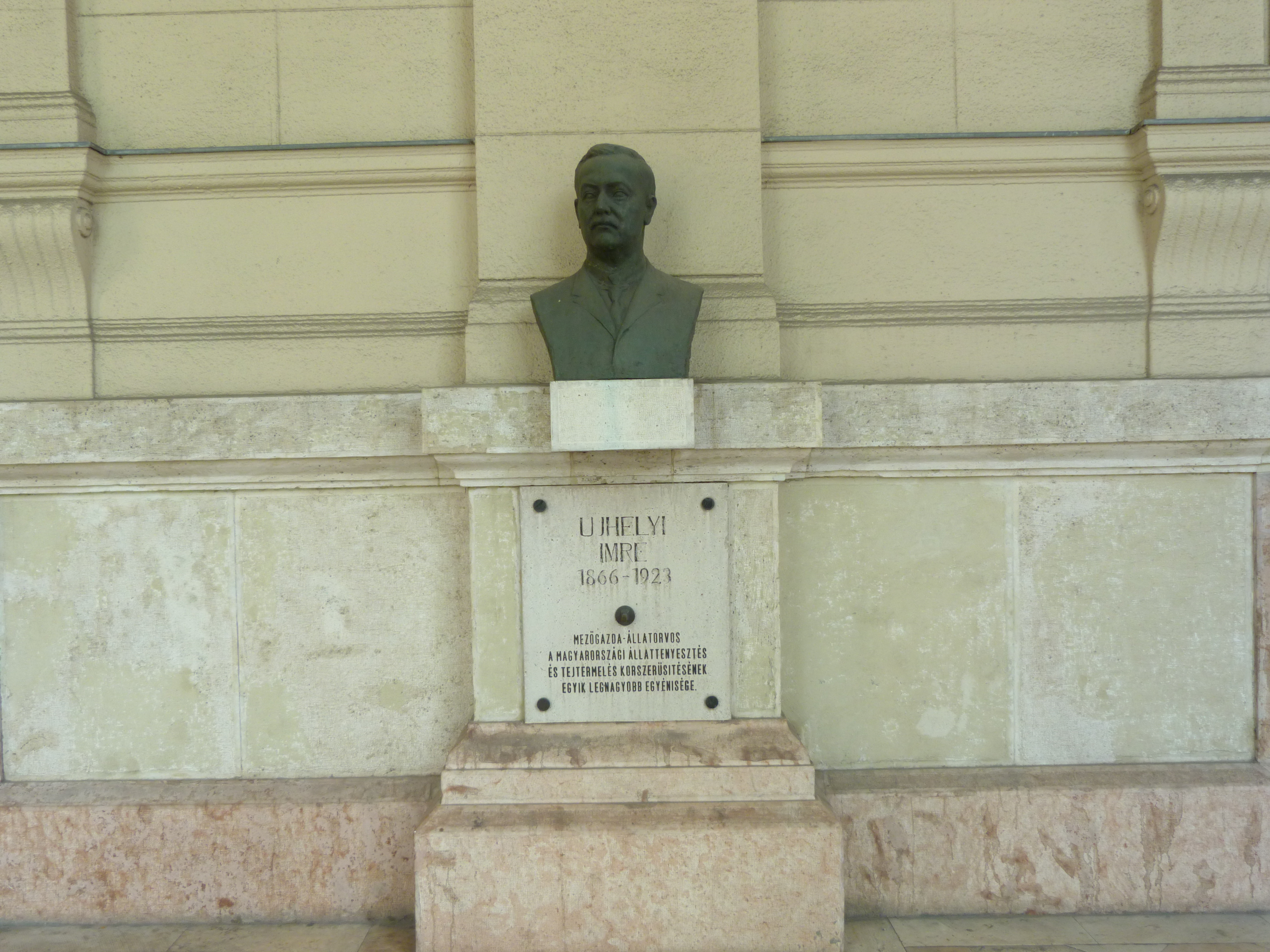
Ujhelyi Imre szobra a Kossuth téren

Magyarországon elsőként ismerte föl az állati gümőkór kártételét, és eredményesen vette fel vele a küzdelmet, megszabadítva így a tejet a tüdővész terjesztésnek veszedelmétől. Nevéhez fűződik a Moson megyei tejszövetkezetek megalakítása és fellendítése. Nagy súlyt helyezett a tejelőképességre, a tenyészkiválasztásra és a törzskönyvezésre. E célt szolgálta az 1896-ban megalapított Magyaróvári Szarvasmarha-tenyésztő Egyesület, amelynek lelkes vezetőjeként országosan ismert és elismert eredményeket ért el az intenzív tejgazdaságban.

## Emlékezete
Először Levélen, a községháza falában állították föl mellszobrát. A mai egyetem kertjében a Pátzay Pál által készített mellszobrát pedig 1935. május 31-én leplezték le. A hálás utókor Mosonmagyaróváron egy általános iskolát és utcát nevezett el róla, 1973-ban pedig szülőfalujában avattak szobrot tiszteletére. A magyaróvári temetőben nyugszik.
1963-ban a Baranya megyei Szentlőrincen található, 1930-ban átadott Mezőgazdasági Technikum vette fel a nevét. Szintén az ő nevét viseli 1968 óta a Vitnyéd melletti Csermajorban működő Ujhelyi Imre Élelmiszeripari Közép- és Felsőfokú Szakképző Iskola és Kollégium is. Gödöllőn egy domborművet helyeztek el az emlékére (Madarassy Walter alkotása).
A mezőgazdaság, az élelmiszeripar és az agrárszakoktatás területén dolgozók számára alapította 2003-ban a földművelésügyi és vidékfejlesztési miniszter az Újhelyi Imre-díjat, amelyet minden évben március 15-én adnak át.